# Лящ
Лящ (Abramis brama), діал. чаба́к — вид риб родини ялецевих (Leuciscidae), ряду коропоподібних (Cypriniformes). Належить до монотипового роду лящ (Abramis).

## Опис
Забарвлення ляща змінюється в залежності від віку риби, кольору ґрунту і води у водоймі. Дрібний лящ сіро-сріблястий, у старшому віці темніє і набуває золотистого відблиску. У торф'яних озерах лящ має бурий колір. Всі плавці у ляща сірі, в анальному плавці 23-30 гіллястих променів. Лящ досягає довжини 45 см, ваги 2,5-3 кг; живе до 20 років, але зазвичай менше. У південних районах зростає він швидко, статевої зрілості досягає у 3-4 роки, при довжині близько 25 см. У північних озерах і водосховищах статевозрілим стає в 5-8 років, при довжині 30 см і більше. Очеретяний лящ дозріває в 3 роки, маючи довжину 12-15 см.

## Ареал
Поширений в центральній і середній Європі в озерах, ставках, ріках і солонуватих водоймах (в окремих частинах Чорного і Азовського морів).
На заході природний ареал сягає Адура (Франція), на півночі — Печори (басейн Білого моря); на півдні в басейні Егейського моря, озері Волві і річках Струма і Мариця. На сході, в Сибіру, зустрічається лише в зауральських озерах, Обі, Іртиші, Єнісеї. Присутній в безлічі у Каспії та Аральському морі і пониззях річки Сир-Дар'ї. У Північній Двіні він нечисельний і, можливо, потрапив сюди каналами з Волзької системи. У Закавказзі зустрічається лише в небагатьох місцях (у Ленкорані та озері Палеостомі).

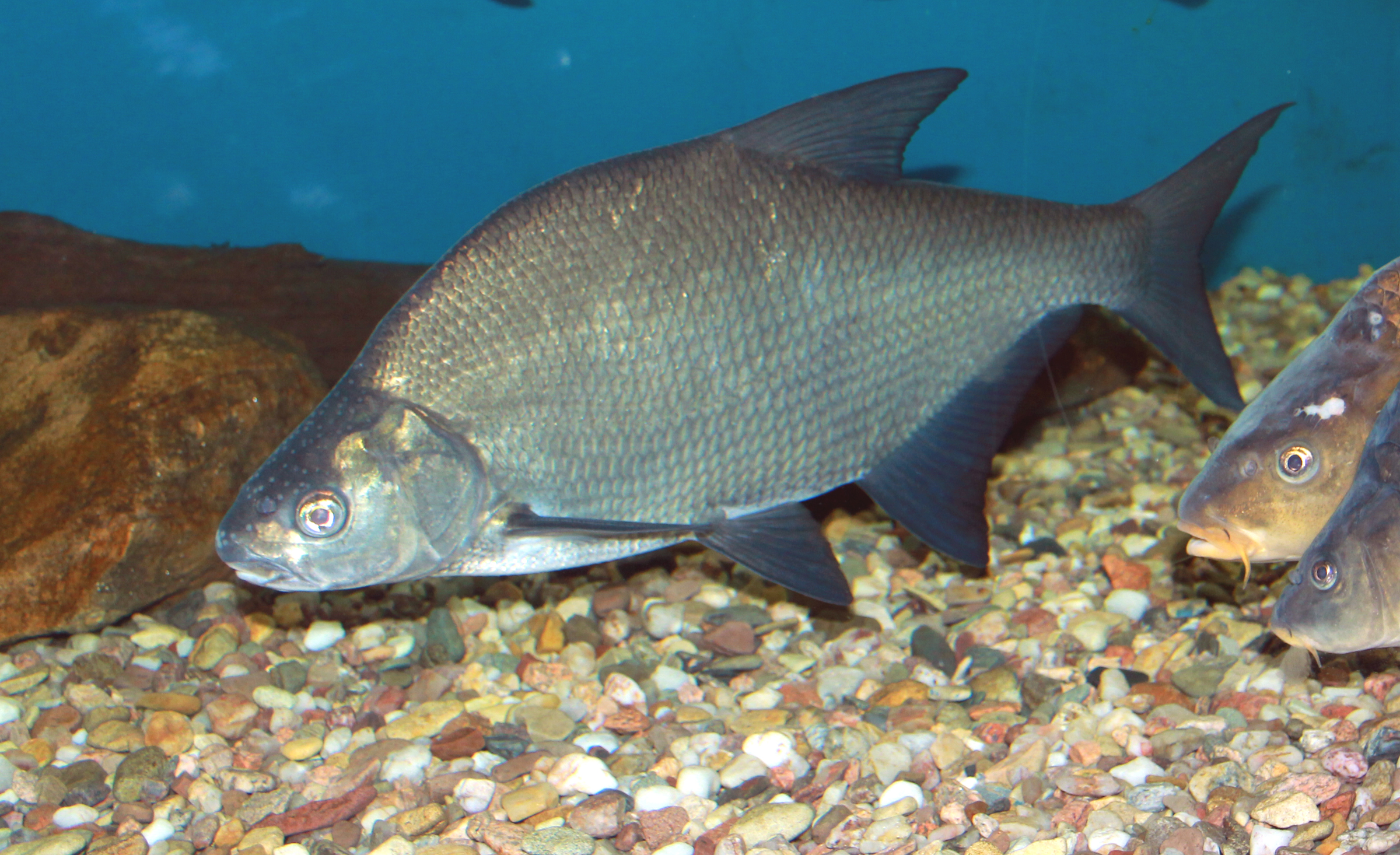
Лящ в акваріумі на виставці в Празі

Штучно завезений до Ірландії, Іспанії та північної Італії. В Азії штучно завезений до басейну Мармурового моря (Туреччина) і до водойм на сході від Аральського моря. Також вселений до басейну озера Байкал, верхів'їв Обі та Красноярського водосховища на Єнісеї.

## Розмноження
Нерест ляща починається при температурі води 12-16 ° С, в кінці квітня — в травні на півдні, в кінці травня — в червні на півночі. Напівпрохідний лящ з моря піднімається для нересту в річки. Самці ляща дозрівають раніше самиць, і дрібніші риби на нерестовищах, як правило, самці. У самця в цей час на тілі утворюються численні дрібні тупоконічні горбки, спочатку білого, потім бурштиново-жовтого кольору. Нерест ляща відбувається з гучними сплесками, зазвичай рано вранці на мілководді серед заростей підводної рослинності, в неглибоких затоках. Лящі вискакують з води і падають навзнак у воду, шум ляща, що нереститься, чути на далеку відстань. Число ікринок близько 140 000 (у самиць середньої величини).

## Промислове значення

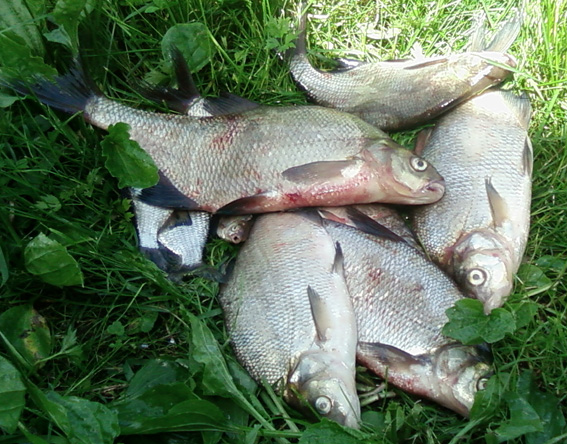
Виловлені підлящики

М'ясо ляща цінне, і він є важливою промисловою рибою. На початку XX століття у Каспійському морі разом з пониззями Волги та Уралу, а частково й Кури та Тереку, щорічно відловлювали близько 20 мільйонів особин.
Промислово ловлять ляща тенетами. Аматори та спортсмени ловлять ляща на оснастку з годівницею (традиційні снасті, фідер, метод), «гумку». Великий лящ іноді ловиться на блешню.

## Підвиди
Розрізняють три підвиди ляща:
- Лящ звичайний, A. brama brama
- Лящ дунайський, A. brama danubii
- Лящ східний, A. brama orientalis